# Safran
Safran er et krydderi udvundet af støvfang fra safrankrokus. Iran er den største producent af safran i verden. Kiloprisen på safran ligger omkring 1550 euro (ca. 11.500 kr.)[kilde mangler]

## Beskrivelse
Safran stammer fra den tørrede, tredelte, dybrøde støvfang fra safrankrokus. Der er også to kortere stilke i en gul farve, som man kalder de hunlige stilke. De gule stilke har ikke nogen krydderivirkning, men farver blot det, de kommer i kontakt med, og efterlader en let bitter smag og har derfor ingen handelsværdi. Safran er mørkerødt, først ved brug bliver farven gul.

## Oprindelse
Safrans oprindelse er usikker. De gamle persere kendte og dyrkede safrankrokus. Også grækere og romere værdsatte safran både som krydderi og som duftspreder. Efter Romerrigets fald vendte safran tilbage til Europa, da korsridderne stiftede bekendtskab med det arabiske køkken. I dag dyrkes safrankrokus især i Iran, Spanien, Grækenland, Tyrkiet og Indien. Selv om safrankrokus traditionelt dyrkes i Middelhavslandene, kan den dyrkes så nordligt som i England. Ordet safran kommer fra det persiske ord zarparan som betyder guld tråde/blade, efter farven som safran giver når den f.eks. bruges i mad.

## Anvendelse
Til 1 kg safran bruges der over 150.000 blomster, der håndplukkes. Safran kan bruges i mange forskellige retter blandt andet, risretter, paella, den sydfranske fiskesuppe bouillabaisse, desserter og bagværk samt til farvning af konfekt. Safran bruges oftest meget sparsomt, både grundet prisen, men især også fordi safran hurtigt gør retten bitter.
Safran blev lige som andre krydderurter anvendt som lægemiddel til midten af 1800-tallet. Det blev brugt mod øjenbetændelse, ved lever-, nyre-, bryst- og mavesygdomme samt som urindrivende middel.

## Dyrt krydderi
Safran er det dyreste krydderi i verden.[kilde mangler] Den ekstremt høje pris på krydderiet skyldes den komplicerede og tidskrævende proces ved fremstilling og forarbejdning, da alt safran skal håndplukkes. Lige så meget kvalitetssafran der findes, lige så meget snyd og bedrag er der ved handel med safran.[kilde mangler]

### Snyd
Safran handles hel og stødt, men hele støvfang foretrækkes, da pulveriseret safran kan være blandet med andre krydderier. De røde stilke kan tilsættes fibre, eller gamle farveløse stilke kan farves eller tilsættes stoffer, der øger vægten. Det kan være vand, olier eller andre fedtstoffer, mineralske pulvere og ler.
De dyrebare røde stilke kan blandes med gule stilke uden værdi eller med krydderplanter uden smag eller værdi som curcuma og cartamo. Eller de røde stilke blandes med plantefibrer, peli di canna, filamenti di gelatina eller fibre di canapa colorata.